# CFD
Trong lĩnh vực tài chính, CFD là viết tắt của contract for difference (hợp đồng chênh lệch) là hợp đồng giữa hai bên, thường được mô tả là "người mua" và "người bán". Hợp đồng này chính là thỏa thuận giữa người mua và người bán để trao đổi chênh lệch giữa giá mở cửa và giá đóng cửa của tài sản đang được giao dịch như cố phiếu, forex, hàng hóa hay kim loại giao ngay. CFD do các nhà môi giới cung cấp. Tuy nhiên, không giống như những loại tài sản nêu trên, CFDs là một dạng giao dịch phái sinh.